# Virgil Bica
Virgil Alexander Bica (ur. 30 czerwca 1997) – szwedzki zapaśnik walczący w stylu klasycznym. Zajął dziewiętnaste miejsce na mistrzostwach świata w 2021. Siódmy na mistrzostwach Europy w 2024. Zdobył trzy medale na mistrzostwach nordyckich w latach 2018−2021.
Mistrz Szwecji w 2018 i 2020; drugi w 2019 roku.